# Spirito d'Uva
Spirito d'Uva è stato un programma televisivo italiano andato in onda da marzo 2021 a luglio 2021 sul canale satellitare tematico WineTv. Condotto da Federico S. Bellanca e Mauro Uva il programma descriveva le principali distillerie di grappa italiane, con reportage ed interviste ai distillatori di Trentino, Veneto, Friuli e Toscana.